# 106ª Divisione aviotrasportata delle guardie "Tula"
La 106ª Divisione aviotrasportata delle guardie "Tula" (in russo 106-я гвардейская воздушно-десантная Тульская дивизия?, 106-ja gvardejskaja vozdušno-desantnaja Tul'skaja divizija, unità militare 55599) è un'unità di fanteria aviotrasportata del VDV con base a Tula.

## Storia

### Unione Sovietica
La divisione venne fondata il 14 gennaio 1944 come 16ª Divisione aviotrasportata delle guardie a partire dalla 4ª, 7ª e 17ª Brigata aviotrasportata delle guardie nella città di Stupino. Il 18 dicembre 1944 venne riorganizzata nella 106ª Divisione fucilieri delle guardie e inclusa nella 9ª Armata delle guardie. Il 21 febbraio 1945 la divisione lasciò la riserva e venne schierata al fronte per la prima volta, venendo impiegata in combattimento in direzione di Budapest. Nel mese di marzo prese parte all'offensiva in Ungheria, raggiungendo il confine austriaco. Per la conquista di Székesfehérvár, il 26 aprile venne insignita dell'Ordine di Kutuzov di II Classe. Ad aprile partecipò all'offensiva di Vienna, ricevendo l'Ordine della Bandiera rossa il 17 maggio per il valore dimostrato nella battaglia per la città. L'8 maggio la divisione entrò in Cecoslovacchia, dove combatté per altri tre giorni prima di raggiungere la Moldava e incontrare le truppe statunitensi.
Dopo la fine della seconda guerra mondiale, il 7 giugno 1946 a Tula l'unità venne riorganizzata nella 106ª Divisione aviotrasportata delle guardie. Il 1º ottobre 1948 il 347º Reggimento venne distaccato per andare a costituire l'11ª Divisione aviotrasportata delle guardie, venendo sostituito dal 51º Reggimento paracadutisti delle guardie. Il 5 maggio 1955 l'11ª Divisione venne sciolta, e il suo 137º Reggimento venne incluso nella 106ª Divisione. Due reggimenti della divisione presero parte alla guerra in Afghanistan. A causa delle crescenti tensioni etniche nelle repubbliche sovietiche meridionali, la divisione venne schierata a Baku nel 1988 e a Fergana nel 1990.
Nel 1991 a Mosca ebbe luogo un tentativo di colpo di stato contro il presidente sovietico Michail Gorbačëv. Quando i golpisti persero l'iniziativa mentre cresceva il sostegno a Boris El'cin, presidente della RSFS Russa, i cospiratori chiamarono rinforzi dalla 106ª Divisione, sotto forma di un battaglione del 137º Reggimento aviotrasportato delle guardie. Quando le truppe arrivarono il generale Aleksandr Lebed', al comando della divisione, dichiarò di aver ricevuto l'ordine di mettere in sicurezza l'edificio del Parlamento dove erano barricati i sostenitori di El'cin. Tuttavia non diede l'ordine ai suoi uomini di lanciare un attacco. Ciò potrebbe essere dovuto al fatto che a quel punto del colpo di stato la 2ª Divisione fucilieri motorizzata delle guardie era sul punto di spostare la propria fedeltà dai golpisti ai parlamentari, ma qualunque fosse la logica di Lebed', l'episodio contribuì a rafforzare il suo profilo pubblico. Dopo il fallimento del colpo di stato e la dissoluzione dell'Unione Sovietica fu nominato comandante della 14ª Armata delle guardie in Moldavia.

### Federazione Russa
A partire dal 1994 elementi della divisione hanno preso parte alla prima guerra cecena, invadendo la Cecenia come parte del "Gruppo Ovest". A dicembre sono stati impiegati nella battaglia di Groznyj, contribuendo alla conquista della stazione centrale, che si era rivelata come uno dei punti strategici più difficili e costosi per i russi da occupare. Nel marzo 1995 i battaglioni della divisione sono stati trasferiti al "Gruppo Nord", con il quale hanno continuato a combattere presso Argun. A maggio sono stati ritirati, dopo aver subito perdite pari a 36 morti confermati e circa 200 dispersi. Nel 1999 il 51º e il 137º Reggimento hanno partecipato alla seconda guerra cecena, registrando in totale 67 caduti. Nel 2001, in seguito agli attentati dell'11 settembre, paracadutisti della divisione sono stati inviati in Afghanistan per evacuare il personale dell'ambasciata russa a Kabul.
L'11 agosto elementi del 137º Reggimento della divisione sono entrati in territorio ucraino, prendendo parte alla guerra del Donbass. A gennaio 2015 un gruppo tattico di battaglione composto da elementi del 51º e del 137º Reggimento è stato impiegato in combattimento in Donbass. Secondo il capo di stato maggiore ucraino Viktor Muženko unità della divisione hanno partecipato alla parata del 9 maggio 2015 a Donec'k.
Il 13 agosto 2015 la divisione è stata intitolata alla città di Tula.

#### Guerra russo-ucraina
La divisione è stata impiegata durante l'invasione russa dell'Ucraina del 2022, prendendo parte all'offensiva su Kiev. I militari della divisione sono stati coinvolti nei massacri di Buča, Hostomel' e Irpin' durante l'occupazione russa nella regione di Kiev; in particolare sono stati responsabili dell'uccisione del fotoreporter ucraino Maks Levin il 13 marzo. In seguito al fallimento dell'operazione nell'Ucraina settentrionale la divisione è stata ritirata in Bielorussia alla fine di marzo, venendo quindi trasferita a Valujki per essere successivamente rischierata nell'Ucraina orientale. All'inizio di aprile almeno due BTG della divisione sono stati immessi in combattimento nell'area di Izjum insieme alle forze della 1ª Armata corazzata delle guardie e della 20ª Armata combinata delle guardie. Nei mesi successivi ha continuato a operare in direzione di Slov'jans'k. L'8 luglio un attacco missilistico dei sistemi HIMARS ucraini a Šachtars'k ha colpito il posto di comando divisionale, ferendo il comandante e uccidendo 28 militari, fra cui tre vice comandanti, colonnelli Andrej Vasil'ev, Sergej Kuz'minov e Maksim Kudrin. All'inizio di settembre l'unità è stata investita dalla controffensiva ucraina nella regione di Charkiv, subendo diverse perdite tra cui un comandante di battaglione del 137º Reggimento, tenente colonnello Pavel Krivov. Nella seconda metà di settembre elementi della divisione ricostituiti dopo le perdite subite sono stati trasferiti nella regione di Cherson per contrastare la controffensiva nell'Ucraina meridionale. Durante questi combattimenti, il 9 novembre è stato ucciso in azione un comandante di battaglione del 137º Reggimento, tenente colonnello Sergej Košelev.
Ritiratasi da Cherson sulla sponda meridionale del Dnepr l'11 novembre 2022, a partire dal mese successivo parte della divisione è stata impiegata nella battaglia di Bachmut. Nello stesso periodo un BTG è stato schierato nel settore di Kreminna. A metà febbraio 2023 le truppe ucraine si sono ritirate a ovest del fiume Bachmutka, ed elementi della divisione hanno occupato la parte orientale di Bachmut. Dopo la caduta della città a maggio la divisione è rimasta schierata sul fianco destro del saliente, combattendo in particolare nei villaggi a nord di Soledar durante l'estate. Il 15 luglio il comandante, maggior generale Vladimir Selivёrstov, è stato rimosso dall'incarico dopo aver fatto appello al comando russo per migliori condizioni per le proprie truppe. Alla fine del 2023 la divisione è stata rinforzata con il 119º Reggimento aviotrasportato, venendo portata così ad una struttura su tre reggimenti come le altre divisioni del VDV. A maggio 2024 è morto in combattimento nell'area di Bachmut il comandante del 3º Battaglione del 119º Reggimento, maggiore Andrej Zaikin. Il 5 agosto un comandante di battaglione del 51º Reggimento, maggiore Ruslan Bunin, è stato ucciso durante un attacco HIMARS nelle retrovie del fronte nell'oblast' di Luhans'k.
Alla fine di agosto 2024 parte della divisione è stata trasferita nell'oblast' di Kursk per contrastare l'offensiva ucraina in territorio russo. Intorno al 10 settembre il 51º Reggimento aviotrasportato ha lanciato un assalto a sud di Korenevo con il supporto del 173º Battaglione ricognizione, conquistando posizioni ucraine in direzione del villaggio di Snagost' e incuneandosi fra la 103ª Brigata di difesa territoriale e la 22ª Brigata meccanizzata. La 22ª Brigata ha però contrattaccato il fianco della penetrazione russa, e il 51º Reggimento ha subito diverse perdite durante l'occupazione di Snagost'. Nei giorni successivi l'unità ha tentato di raggiungere Ljubimovka, esponendosi agli attacchi della 22ª Brigata meccanizzata e dell'82ª Brigata d'assalto aereo e venendo quindi respinta con gravi perdite. Nella seconda metà di settembre il reggimento, insieme al 56º Reggimento della 7ª Divisione d'assalto aereo da montagna e un battaglione della 200ª Brigata fucilieri motorizzata, è stato impiegato in altri contrattacchi locali senza ottenere ulteriori successi. Alla fine del mese anche il 119º Reggimento è stato impiegato in combattimento nella regione, seguito a ottobre dal 137º Reggimento, che è stato schierato a rinforzo delle forze russe impegnate a sud di Korenevo. Entro la fine di ottobre l'intera divisione ha quindi completato il trasferimento dal fronte di Sivers'k a quello di Kursk. Durante la seconda settimana di novembre il 51º e il 137º Reggimento hanno lanciato nuovi attacchi contro il saliente ucraino nell'oblast' di Kursk insieme alla 155ª e all'810ª Brigata fanteria di marina; i reparti russi sono stati respinti da elementi della 95ª Brigata d'assalto aereo, 47ª Brigata meccanizzata e 17ª Brigata meccanizzata pesante, perdendo uomini e veicoli da combattimento pari a tre battaglioni. Nonostante le presunte perdite riferite dalle fonti occidentali, i reparti della divisione aviotrasportata hanno continuato ad attaccare il lato occidentale del saliente ucraino e il 24 novembre hanno rivendicato la liberazione del villaggio di Dar'ino. All'inizio di dicembre elementi della 17ª Brigata meccanizzata pesante, 21ª Brigata meccanizzata e 80ª Brigata d'assalto aereo hanno contrattaccato con successo le posizioni russe, riconquistando l'insediamento difeso anche dall'83ª Brigata d'assalto aereo.

## Struttura
- Comando di divisione
- 51º Reggimento aviotrasportato delle guardie "Dmitrij Donskoj" (unità militare 33842)
  - 1º Battaglione paracadutisti
  - 2º Battaglione d'assalto aereo
  - 3º Battaglione d'assalto aereo
  - Battaglione artiglieria
  - Unità di supporto
- 119º Reggimento aviotrasportato delle guardie (unità militare 44639)
  - 1º Battaglione paracadutisti
  - 2º Battaglione d'assalto aereo
  - 3º Battaglione d'assalto aereo
  - Battaglione artiglieria
  - Unità di supporto
- 137º Reggimento aviotrasportato delle guardie "Rjazan-Cosacchi del Kuban" (unità militare 41450)
  - 1º Battaglione paracadutisti
  - 2º Battaglione d'assalto aereo
  - 3º Battaglione d'assalto aereo
  - Battaglione artiglieria
  - Unità di supporto
- 1182º Reggimento artiglieria delle guardie "Novgorod" (unità militare 93723)
  - Battaglione artiglieria campale
  - Battaglione artiglieria semovente
  - Battaglione artiglieria controcarri
  - Unità di supporto
- 1º Reggimento missilistico contraereo (unità militare 71298)
- 137º Battaglione ricognizione (unità militare 54392)
- 388º Battaglione genio (unità militare 12159)
- 731º Battaglione comunicazioni (unità militare 93687)
- 150º Battaglione manutenzione
- 1060º Battaglione logistico (unità militare 14403)
- 39º Battaglione medico (unità militare 52296)
- 970ª Compagnia supporto aereo (unità militare 64024)
- Compagnia guerra elettronica
- Compagnia comando
- Compagnia UAV

## Comandanti

### Unione Sovietica
- Maggior generale Aleksandr Kazankin (gennaio 1944 - dicembre 1944)
- Maggior generale Konstantin Vindušev (dicembre 1944 - luglio 1946)
- Maggior generale Ivan Konev (luglio 1946 - aprile 1947)
- Maggior generale Afanasij Kopyčko (aprile 1947 - settembre 1949)
- Colonnello Aleksandr Epančin (settembre 1949 - ottobre 1951)
- Maggior generale Aleksandr Gerasimov (ottobre 1951 - aprile 1955)
- Maggior generale Aleksandr Koreščenko (maggio 1955 - aprile 1960)
- Maggior generale Magomed Tankaev (settembre 1960 - dicembre 1961)
- Maggior generale Konstantin Kuročkin (dicembre 1961 - agosto 1964)
- Maggior generale Jurij Potapov (agosto 1964 - 1969)
- Maggior generale Aleksandr Prytkov (1969 - 1972)
- Maggior generale Anatolij Dobrovol'skij (1972 - 1976)
- Maggior generale Evgenij Podkolzin (1976 - 1980)
- Maggior generale Gennadij Filatov (1980 - 1984)
- Maggior generale Fëdor Serdečnyj (1984 - 1988)
- Maggior generale Aleksandr Lebed' (1988 - 1991)

### Federazione Russa
- Maggior generale Aleksandr Kolmakov (1991 - 1993)
- Maggior generale Evgenij Savilov (1993 - 2004)
- Maggior generale Andrej Serdjukov (2004 - 2007)
- Maggior generale Evgenij Ustinov (2007)
- Colonnello Aleksandr Vjaznikov (2007 - 2010)
- Maggior generale Vladimir Kočetkov (2010 - 2013)
- Maggior generale Dmitrij Glušenkov (2013 - 2015)
- Maggior generale Pavel Kirsi (2015 - 2020)
- Colonnello Evgenij Tonkich (2020 - settembre 2021)
- Maggior generale Vladimir Selivёrstov (settembre 2021 - luglio 2023)
- Maggior generale Aleksandr Nemoljaev (luglio 2023 - in carica)